# ミレニアム・ブリッジ (ロンドン)
座標: 北緯51度30分37秒 西経0度05分54秒 / 北緯51.510173度 西経0.098438639度
ロンドン・ミレニアム歩道橋（London Millennium Footbridge）は、ミレニアム橋の愛称で親しまれている、ロンドンのテムズ川にかかる歩道橋。2000年6月に完成した。

## 概要
歩道橋はイギリスのミレニアムプロジェクト（2000年記念事業）のひとつとして1996年にサザーク議会によるコンペの結果、アラップ、フォスター・アンド・パートナーズ、アンソニー・カロによる設計案が当選した。
建設は1998年後半に起工、歩道橋部分は1999年4月28日に着工した。建設費は1820万ポンドで、ミレニアム委員会とロンドン信託により支払った。2000年6月10日に開通したものの大きな横揺れの発生により2日後に閉鎖、対策工事を経て2002年2月22日に再開通となった。
同歩道橋はサザーク橋（下流）とブラックフライアーズ鉄道橋（上流）との間に位置しており、南側には、グローブ座、バンク・サイド・ギャラリー、テート・モダン、北側にはセント・ポール大聖堂がある。最寄りのロンドン地下鉄の駅は、マンション・ハウス駅である。

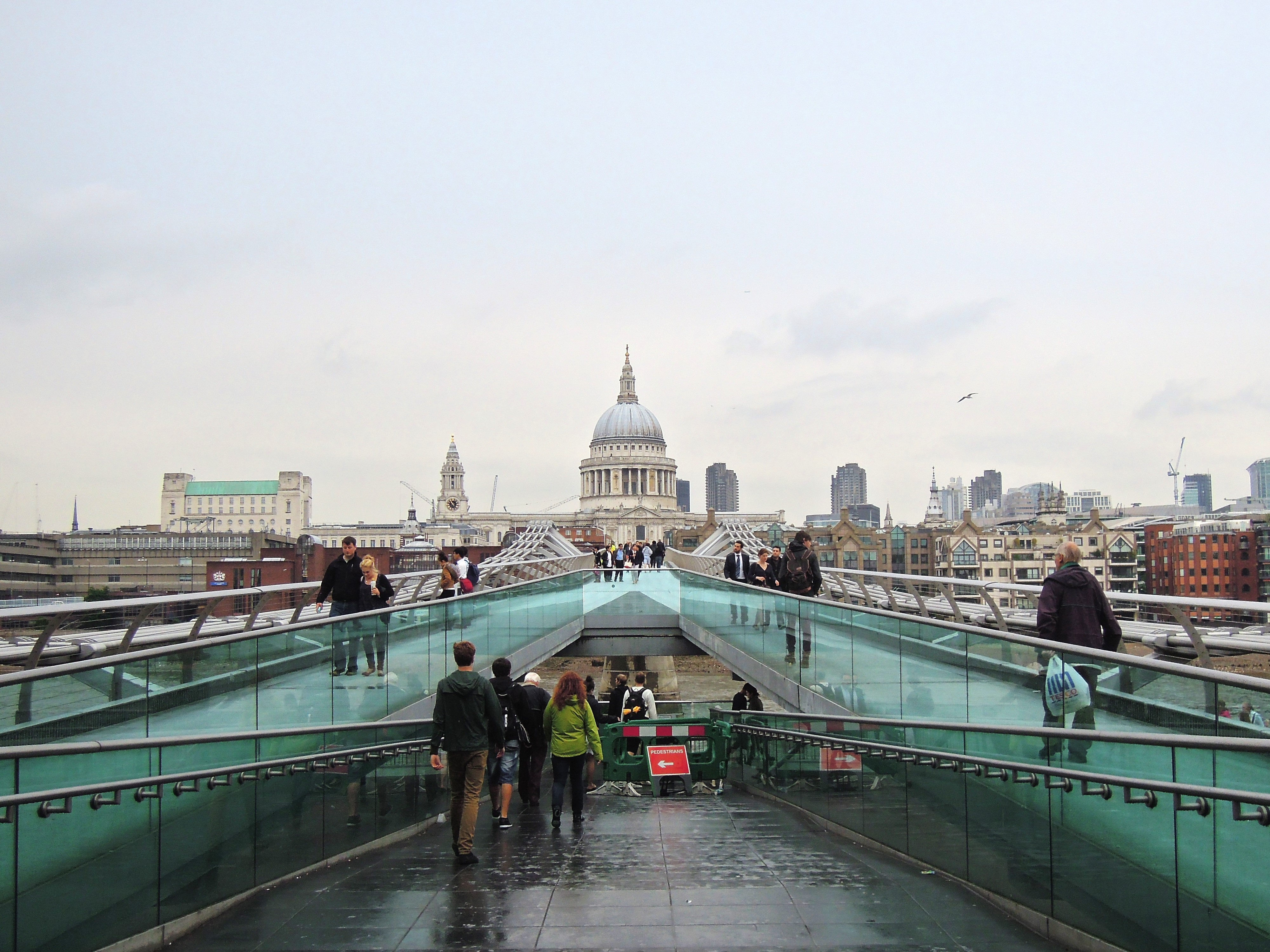
ミレニアム・ブリッジから見たセント・ポール大聖堂

## 一時閉鎖
2000年6月10日の開通当日は、橋に隣接するテート・モダンの人気も手伝い大勢の歩行者が訪れた。しかし、人々が橋を歩き始めると、橋は短周期の大きな横揺れを始めた。開通日の午後以降は通行人数を制限する対応がとられたが、6月12日に対策工事を行うため一時閉鎖となった。
この橋は幅の狭い吊り橋であり、多少の揺れは予測されていた。また開通日は風の強い日だった。しかし、これらを勘案しても実際に生じた揺れは想定を上回る大きなものだった。調査の結果、次のような原因で揺れが生じたことが判明した。まず、人間は人混みを歩くときに他人との衝突を避けるために無意識に他人の歩調に合わせる心理があり、群衆の歩行による荷重は分散せずに周期的なものとなった。そしてその周期が偶然にも橋の固有振動周期に近かったため、共振により揺れ始めた。さらに、ひとたび橋が揺れ始めると、多くの歩行者が揺れに対応しようとして橋の振動に歩調を合わせるようになり、ますます橋の揺れが激しくなった。
対策として、橋の振動数を制御して共振を起こりにくくするためにダンパーを追加する工事を行った。対策工事には500万ポンドを要し、2002年2月22日に再開通した。